# Robert Finke
Robert Finke (født 6. november 1999) er en amerikansk svømmer. 
Han vandt to guldmedaljer for USA ved sommer-OL 2020: mændenes 800 meter og 1500 meter fri svømning.